# 120 Wall Street
120 Wall Street est un gratte-ciel du quartier financier de Lower Manhattan à New York, achevé en 1930. 
Le bâtiment fait 122 mètres de hauteur, a 34 étages, et est situé sur la partie la plus à l'est de Wall Street, bordant également Pine Street et South Street. L'architecte était Ely Jacques Kahn de Buchman & Kahn.  

## Histoire
Greenmal Holding Corporation a annoncé qu'elle avait obtenu un prêt en février 1929 pour construire le bâtiment ,. Le coût a été estimé à 12 000 000 $, l'édifice reposant sur une fondation à cinquante et un caissons ,. T. Greenberg et Malzmal ont acheté la propriété en 1928 à l'American Sugar Company ,.

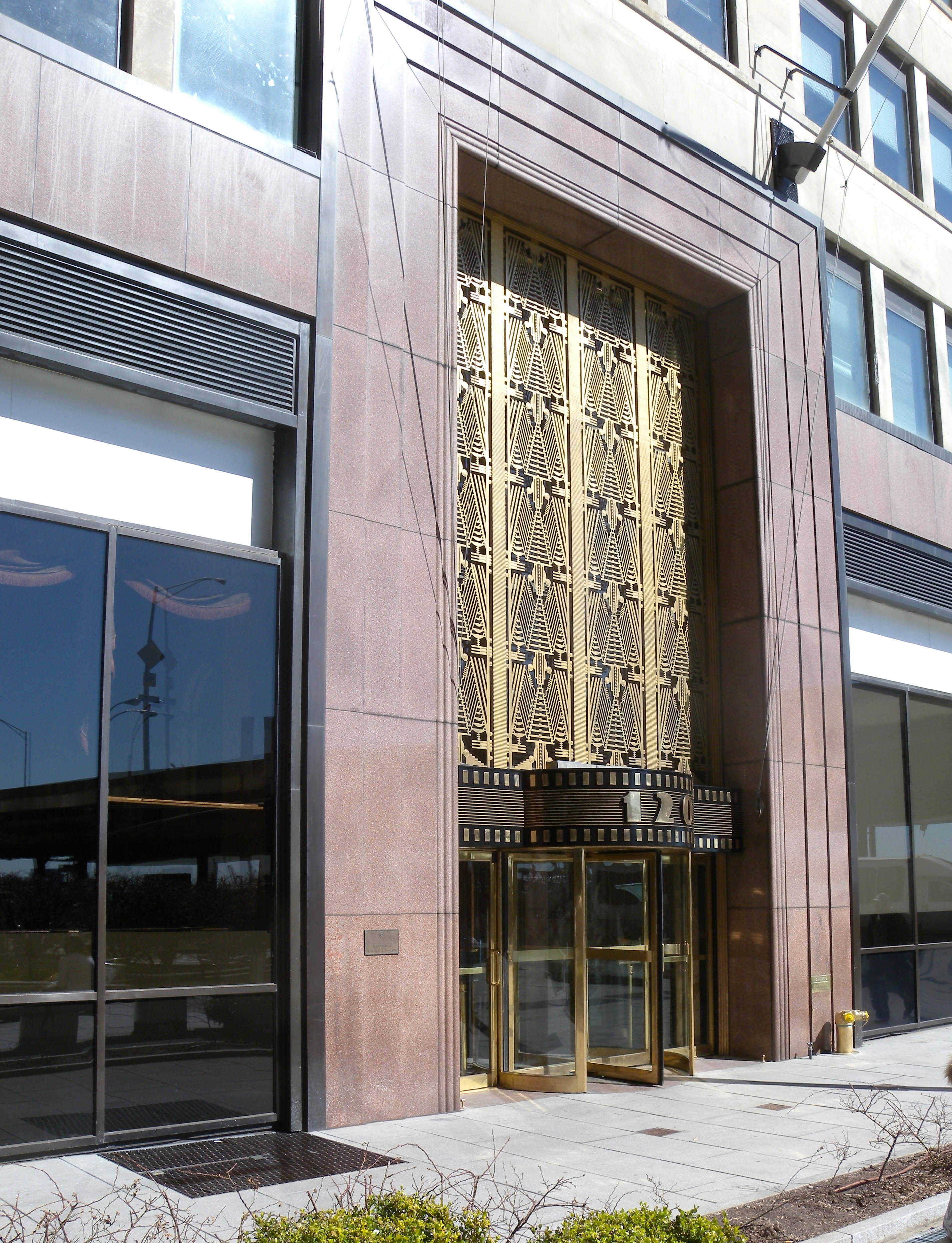
Entrée

Le bâtiment a ouvert ses portes en mars 1930, et le locataire d'ancrage d'origine du bâtiment était l'American Sugar Refining Company ,. 
Depuis 1980, le bâtiment appartient à la 120 Wall Company, LLC, une filiale de Silverstein Properties Inc., qui l'a acheté pour un montant déclaré de 12 millions de dollars ,,. 
Au début des années 90, en coopération avec la Société de développement économique de la ville, Silverstein Properties a obtenu la désignation du 120 Wall Street comme (premier et unique) Association Center de New York  . La désignation crée un espace de bureau rentable, et le bâtiment a attiré plus de 35 organisations nationales à but non lucratif, dont The New Press, AFS-USA Inc., le Network for Teaching Entrepreneurship, Illuminating Engineering Society of North America, Pacifica Foundation WBAI -FM, Lucis Trust & World Goodwill, les sièges sociaux mondiaux de la National Urban League, Juvenile Diabetes Research Foundation, The United Negro College Fund, Alan Guttmacher Institute, Center for Reproductive Rights et Lambda Legal. 

## Architecture
La tour est hiérarchisée sur trois côtés, formant l'architecture de style gâteau de mariage (en) - emblématique des gratte-ciel de New-York à partir de la résolution de zonage de 1916.
Le bâtiment totalise 57 000 m2 d'espace . 